# Gonyella typica
Gonyella typica är en svampart som beskrevs av O. Rostr. 1916. Gonyella typica ingår i släktet Gonyella, divisionen sporsäcksvampar och riket svampar.   Inga underarter finns listade i Catalogue of Life.